# Abdul Kahar
El sultán Abdul Kahar fue el sexto sultán de Brunéi, ocupando el trono desde 1524 hasta 1530, año en que cedió el trono a su hijo. Murió en 1578.

## Incertidumbres
El primer registro histórico de los sultanes de Brunéi no se conoce claramente debido a la escasa documentación temprana de la historia de Brunéi. Muchos de los miembros más antiguos de la Casa de Bolkiah afirman que sus antepasados fueron los BaHassan y BaAlawi Saadah de Tarim y Hadhramaut en Yemen. Además, se ha hecho un esfuerzo por islamizar la historia, ya que la "historia oficial" no coincide con las fuentes extranjeras verificables. El Batu Tarsilah, el registro genealógico de los reyes de Brunéi, no se estableció hasta 1807 CE.